# Island i olympiska vinterspelen 2002
Island deltog i olympiska vinterspelen 2002. Islands trupp bestod av sex idrottare varav var fyra män och två var kvinnor. Den äldsta deltagaren var Kristinn Björnsson (29 år, 273 dagar) och den yngsta var Emma Furuvik (20 år, 143 dagar).

## Resultat

### Alpin skidåkning
- Storslalom herrar
  - Kristinn Magnússon - 42
  - Björgvin Björgvinsson - ?
  - Jóhann Haraldsson - ?
- Slalom herrar
  - Kristinn Björnsson - 21
  - Jóhann Haraldsson - 28
  - Björgvin Björgvinsson - ?
  - Kristinn Magnússon - ?
- Störtlopp damer
  - Dagný Linda Kristjánsdóttir - 31
- Super-G damer
  - Dagný Linda Kristjánsdóttir - ?
- Storslalom damer
  - Dagný Linda Kristjánsdóttir - ?
- Slalom damer
  - Emma Furuvik - 33
- Kombinerad damer
  - Dagný Linda Kristjánsdóttir - ?